# 3-й смешанный авиационный корпус
3-й сме́шанный авиацио́нный ко́рпус (3-й сак) — соединение Военно-Воздушных сил (ВВС) Вооруженных Сил РККА, принимавшее участие в боевых действиях Великой Отечественной войны.

## Наименования корпуса
- 3-й смешанный авиационный корпус[1]
- 1-й гвардейский смешанный авиационный корпус[2]
- 1-й гвардейский смешанный Владимир-Волынский авиационный корпус[3]
- 2-й гвардейский Владимир-Волынский штурмовой авиационный корпус[4]
- 2-й гвардейский Владимир-Волынский Краснознаменный штурмовой авиационный корпус

## Создание корпуса
Корпус начал формирование 10 ноября 1942 года и полностью завершил его 16 декабря 1942 года на основании Приказа НКО СССР

## Преобразование корпуса
3-й смешанный авиационный корпус 24 августа 1943 года преобразован в 1-й гвардейский смешанный авиационный корпус

## В действующей армии
В составе действующей армии:
- с 16 декабря 1942 года по 24 августа 1943 года, всего 252 дня.

## В составе объединений
| Объединение                               | Период                  |
| ----------------------------------------- | ----------------------- |
| Резерв Верховного Главнокомандования      | 01.12.1942 — 16.12.1942 |
| 17-я воздушная армия Юго-Западного фронта | 16.12.1942 — 24.08.1943 |

## Соединения, части и отдельные подразделения корпуса
- 202-я бомбардировочная авиационная дивизия (до 25 марта 1943 года)[6]
  - 36-й гвардейский бомбардировочный авиационный полк
  - 39-й бомбардировочный авиационный полк
  - 514-й бомбардировочный авиационный полк (присвоено гвардейское звание - 36-й гв. бап)
  - 797-й бомбардировочный авиационный полк
- 290-я штурмовая авиационная дивизия (6-я гвардейская штурмовая авиационная дивизия)[6]
  - 299-й штурмовой авиационный полк (108-й гвардейский штурмовой авиационный полк)
  - 625-й штурмовой авиационный полк (109-й гвардейский штурмовой авиационный полк)
  - 775-й штурмовой авиационный полк (110-й гвардейский штурмовой авиационный полк)
- 207-я истребительная авиационная дивизия (11-я гвардейская истребительная авиационная дивизия)[6]
  - 5-й гвардейский истребительный авиационный полк
  - 814-й истребительный авиационный полк (106-й гвардейский истребительный авиационный полк)
  - 867-й истребительный авиационный полк (107-й гвардейский истребительный авиационный полк)
  - 161-й истребительный авиационный полк (с 9 августа по 11 ноября 1943 г.)
- 404-я отдельная авиационная эскадрилья связи[5]
- 186-я гвардейская отдельная рота связи[5]
- 32-й отдельный взвод аэрофотослужбы[5]
- 88-й отдельный взвод земного обеспечения самолётовождения[5]
- 1804-я военно-почтовая станция[5]

## Командир корпуса
- Генерал-майор авиации Аладинский Владимир Иванович, период нахождения в должности: с 10 октября 1942 года по 24 августа 1943 года[7]

## Начальник штаба корпуса
- полковник Назаров Михаил Максимович

## Участие в операциях и битвах
- Сталинградская битва с 16 декабря 1942 года по 2 февраля 1943 года.
- Среднедонская операция с 16 декабря 1942 года по 30 декабря 1942 года.
- Ворошиловградская операция «Скачок» с 29 января 1943 года по 18 февраля 1943 года.
- Воздушная операция 6 мая 1943 года
- Изюм-Барвенковская операция с 17 июля 1943 года по 27 июля 1943 года.
- Белгородско-Харьковская операция «Румянцев» с 3 августа 1943 года по 23 августа 1943 года.
- Донбасская операция с 13 августа 1943 года по 24 августа 1943 года.

## Гвардейские части
- 3-й смешанный авиационный корпус за образцовое выполнение заданий командования и проявленные при этом мужество и героизм переименован в 1-й гвардейский смешанный авиационный корпус[2]
- 207-я истребительная авиационная дивизия за образцовое выполнение заданий командования и проявленные при этом мужество и героизм переименована в 11-ю гвардейскую истребительную авиационную дивизию[2]
- 290-я штурмовая авиационная дивизия за образцовое выполнение заданий командования и проявленные при этом мужество и героизм переименована в 6-ю гвардейскую штурмовую авиационную дивизию[2]
- 299-й штурмовой авиационный полк переименован в 108-й гвардейский штурмовой авиационный полк[2]
- 625-й штурмовой авиационный полк переименован в 109-й гвардейский штурмовой авиационный полк[2]
- 775-й штурмовой авиационный полк переименован в 110-й гвардейский штурмовой авиационный полк[2]
- 814-й истребительный авиационный полк переименован в 106-й гвардейский истребительный авиационный полк[2]
- 867-й истребительный авиационный полк переименован в 107-й гвардейский истребительный авиационный полк[2]
- 404-я отдельная авиационная эскадрилья связи переименована во 2-ю гвардейскую отдельную авиационную эскадрилью связи[2]

## Почётные наименования
- 202-й бомбардировочной авиационной дивизии присвоено имя «Верховного Совета Татарской АССР»[8]
- 202-й бомбардировочной авиационной дивизии имени Верховного Совета Татарской АССР присвоено почётное наименование «Средне-Донская»[9]